# 龙泉虫属
龙泉虫属是一属寒武纪第四期生活在华南关山生物群的节肢动物。该属是一个单型属，属下仅有双刺龙泉虫（学名：Longquania bispinosa）一个物种。

## 研究历史
该属由罗惠麟于2008年基于产自中國雲南昆明市乌龙箐组古油櫛蟲生物带的6件标本（其中岗头村剖面4块，高楼房剖面2块）建立。2015年，赵军在其硕士论文中基于新发现的标本对该属进行了更详细的描述。

## 词源
龙泉虫属的学名「Longquania」，指其化石产地岗头村所属的昆明市盘龙区龙泉镇；而模式种的种加词则由“bi-”（双）和“spinosa”（刺）组成，指其尾部的一对尾刺。

## 特征
虫体较大，由头甲、躯干与尾部三部分组成。虫体长度稍大于其宽度。虫体表面较光滑，每个躯干体节轴部区域有两个刺状突起。头甲大，半圆形，向上凸起，其长度约占虫体总长的百分之四十，边缘具锯齿状小刺，头甲的左右两颊角呈宽短的三角形。头甲前边缘前凸，后边缘内凹。躯干由12个体节构成，体节前后叠覆呈叠瓦状。体节轴部较宽，肋部稍窄，肋节发育，肋刺末端圆钝。尾部小，亚长方形，中轴凸起，不分节。尾部两侧向后伸展呈一对剪刀形的尾刺，两刺之间较圆，向前凹入，光滑无饰。